# Wilma Aris
Wilma Aris, nome d'arte di Wilma Corradi (Torino, 1937), è un'attrice, showgirl e soubrette italiana del teatro di rivista degli anni cinquanta.

## Biografia

### Gli inizi
Figlia dell'attrice Mara Carisi (che diventa madre a diciott'anni e la chiama Wilma in omaggio a Wilma Banky, attrice nota tra gli altri per il film Il figlio dello sceicco, con Rodolfo Valentino), all'età di otto anni il padre abbandona la famiglia; la madre, nonostante le difficoltà economiche sopraggiunte, cresce la figlia nella loro casa in via Susa a Torino riuscendo anche a farle sviluppare le sue qualità artistiche, iscrivendola alla scuola di danza classica del maestro Grazioso Cecchetti, noto insegnante della Scuola di Ballo del Teatro Regio (situata in via Rossini), e a scuola di pianoforte.
In seguito, quando Wilma è ormai adolescente, fa partecipare la figlia a sfilate di moda come indossatrice e a concorsi di bellezza, che spesso vince grazie alla sua notevole avvenenza (ad esempio Miss Cinema): ed è proprio grazie alla sua bellezza che un giorno del 1951, mentre attraversa piazza Solferino, viene notata da Wanda Osiris, che sta presentando al teatro Alfieri la sua rivista Galanteria e che la invita ad un'audizione, che Wilma supera, diventando soubrette a soli quattordici anni.

Wilma Aris nel 1953 a sedici anni

Qualche giorno dopo effettua un provino anche con la compagnia di Erminio Macario, superandolo, ma la madre sceglie per la figlia la Osiris, poiché con il comico torinese Wilma avrebbe dovuto effettuare delle tournée in tutta Europa e non solo in Italia (come con la soubrette romana). È l'inizio di una notevole carriera, che presto verrà interrotta.

### Il successo
Presto i giornali italiani iniziano a parlare di Wilma Aris (questo è il nome d'arte scelto) come della più giovane soubrette italiana: il successo che la ragazza riscuote, non solo per la sua notevole bellezza ma anche per le capacità nel ballo, nel canto e nella recitazione, la portano a lavorare con tutte le più note compagnie italiane, da quella di Walter Chiari (in Tutto fa Broadway) a quella di Carlo Dapporto in Baracca e burattini.

### Il cinema
Lo sbocco naturale a questo punto della carriera è il cinema: il debutto avviene nel 1953 con Ci troviamo in galleria di Mauro Bolognini, che riscuote anche molto successo all'estero, specialmente in Francia (con il titolo Une fille formidable); anche per questo motivo viene chiamata dal regista Jean Boyer per Ces voyous d'hommes, uscito in Italia con il titolo Il paese dei campanelli, dove recita insieme ad una giovane Sophia Loren.
Recita anche in Teodora, imperatrice di Bisanzio di Riccardo Freda (con Gianna Maria Canale e Irene Papas), in Gli uomini, che mascalzoni di Glauco Pellegrini (dove ritrova Walter Chiari) e in Viva la rivista! di Enzo Trapani (in cui lavora insieme a Isa Barzizza, Carlo Campanini e nuovamente Chiari e Dapporto)

### Il ritiro
Alla fine del 1954 a Wilma viene proposto un contratto con la compagnia di Ugo Tognazzi: potrebbe raggiungere presto le vette dello spettacolo italiano, ma proprio alla vigilia della firma scappa di casa (ancora minorenne) per sposarsi con un industriale di Parma che ha conosciuto qualche settimana prima al Teatro Lirico di Milano, e si ritira a vita privata.
Dal matrimonio nascono due figli, il primogenito nel 1955 (e Mara Carisi, a soli 36 anni, diventa una delle più giovani nonne italiane); le sue inclinazioni artistiche le sfoga nella fotografia, filmando le imprese del marito che ama gareggiare in corse automobilistiche (parteciperà anche ad alcune edizioni della Mille miglia).
Alla fine degli anni sessanta si separa e si trasferisce a Roma.

### Il ritorno e la nuova attività come fotografa
Nella capitale inizia a collaborare con il percussionista Karl Potter, diventando suonatrice di congas e formando un'orchestra tutta femminile; in questo periodo ritorna, seppur sporadicamente, a recitare, e recita anche in L'Agnese va a morire (dal romanzo di Renata Viganò) di Giuliano Montaldo, con Michele Placido.
Si trasferisce poi a Londra dove inizia una nuova attività come fotografa, utilizzando il suo vero nome ed esponendo in Inghilterra e Danimarca, oltre che in Italia.

## Filmografia
- Ci troviamo in galleria, regia di Mauro Bolognini (1953)
- Teodora, imperatrice di Bisanzio, regia di Riccardo Freda (1953)
- Gli uomini, che mascalzoni!, regia di Glauco Pellegrini (1953)
- Viva la rivista!, regia di Enzo Trapani (1954)
- Baracca e burattini, regia di Sergio Corbucci (1954)
- Il paese dei campanelli, regia di Jean Boyer (1954)
- Malizia, regia di Salvatore Samperi (1972)
- L'Agnese va a morire, regia di Giuliano Montaldo (1976)
- Il prato, regia di Paolo e Vittorio Taviani (1979)